# Second College Grant
Der Second College Grant ist ein Landbesitz des Dartmouth College im Coös County des US-Bundesstaates New Hampshire in Neuengland. Dem US-Census von 2020 zufolge lebte hier 1 Einwohner.

## Geographie
Der Grant liegt auf 601 Metern Höhe im Norden des County an der Grenze zu Maine im Osten. Er hat eine Gesamtfläche von 108,3 km², davon sind 107 km² Land und 1,3 km² Gewässer. Im Norden liegt der Atkinson and Gilmanton Academy Grant, im Osten North Oxford und Magalloway in Maine, Wentworth Location im Süden und Dix’s Grant im Westen.

### Gewässer
Auf dem Gebiet des Grants vereinigen sich der Dead Diamond River und der Swift Diamond River kurz vor der Mündung in den Magalloway River, der von Maine kommend eine Schleife an der Ostgrenze des Grants beschreibt. Kleinere Fließgewässer sind der East Branch Swift Diamond River sowie Alder, Loomis Valley und Lamb Valley Brook. In letzteren entwässert der Lamb Valley Pond.

### Berge
Höchster Gipfel im Grant ist der Mount Tucker mit 2818 Fuß (859 Metern) Höhe, gefolgt vom Chase Mountain mit 2789 Fuß (850 Metern) sowie Halfmoon (2526 Fuß bzw. 770 Meter) und Black Mountain mit 2500 Fuß (762 Metern) und Diamond Peaks mit 2018 Fuß (650 Metern).

## Geschichte
Um dem neu gegründeten College Einnahmen zukommen zu lassen, wurde es von Gouverneur Benning Wentworth mit Landbesitz im Norden New Hampshires ausgestattet. Dieser wurde verkauft, zum größten Teil an einen Absolventen des Colleges namens Clark. Daraus entstand die spätere Town von Clarksville. Das College beantragte in der Folge die Zuteilung eines weiteren Grants. Diesem Ersuchen wurde 1807 mit der Zuteilung von 23.040 Acre an der Grenze zu Maine stattgegeben. Das Land eignete sich nicht dazu, an Siedler weitergereicht zu werden, brachte dem College jedoch laufende Einnahmen aus dem Holzverkauf. Eine Farm lieferte Futter für die Arbeitspferde. 1908 richtete der vom College beauftragte Förster eine Mühle ein, die nicht profitabel war und wieder aufgegeben wurde. 1947 wurde ein Mann namens Robert S. Monahan als verantwortlicher Förster angestellt. In dessen Amtszeit fällt die offizielle Festlegung seitens des Colleges auf eine Mehrfachnutzung des Grants, der seither nicht nur der Holzernte, sondern auch der Erholung für Mitglieder und Alumni dient. Nachdem Monahan 1970 in den Ruhestand getreten war, oblag die Bewirtschaftung verschiedenen Unternehmern, bis das College Mitte der 1980er Jahre nach einer Schädlingskalamität entschied, wieder einen eigenen Förster anzustellen. Seit 1987 erfolgt die Bewirtschaftung des Forsts in Abstimmung mit dem New Hampshire Fish and Game Department.
Die Verantwortung für den Grant obliegt dem Director of Woodland Operations, der dem Vizepräsidenten des Colleges unterstellt ist. Das Dartmouth’s Outdoor Programs Office ist für den Lehr- und Erholungsbetrieb zuständig.

### Miller–Quinn landing strip
Im Südosten des Grants liegt am Magalloway River eine unbefestigte Landebahn. Sie wurde als Notfalllandeplatz angelegt, nachdem zwei Mitglieder der medizinischen Fakultät nach einer Bruchlandung in der Pemigewasset Wilderness ums Leben kamen, und nach diesen benannt.

### Bevölkerungsentwicklung
| Volkszählungsergebnisse – Second College Grant, New Hampshire | Volkszählungsergebnisse – Second College Grant, New Hampshire | Volkszählungsergebnisse – Second College Grant, New Hampshire | Volkszählungsergebnisse – Second College Grant, New Hampshire | Volkszählungsergebnisse – Second College Grant, New Hampshire | Volkszählungsergebnisse – Second College Grant, New Hampshire | Volkszählungsergebnisse – Second College Grant, New Hampshire | Volkszählungsergebnisse – Second College Grant, New Hampshire | Volkszählungsergebnisse – Second College Grant, New Hampshire | Volkszählungsergebnisse – Second College Grant, New Hampshire | Volkszählungsergebnisse – Second College Grant, New Hampshire |
| Jahr                                                          | 1767                                                          | 1773                                                          | 1775                                                          | 1783                                                          | 1786                                                          | 1790                                                          | 1800                                                          | 1810                                                          | 1820                                                          | 1830                                                          |
| ------------------------------------------------------------- | ------------------------------------------------------------- | ------------------------------------------------------------- | ------------------------------------------------------------- | ------------------------------------------------------------- | ------------------------------------------------------------- | ------------------------------------------------------------- | ------------------------------------------------------------- | ------------------------------------------------------------- | ------------------------------------------------------------- | ------------------------------------------------------------- |
| Einwohner                                                     |                                                               |                                                               |                                                               |                                                               |                                                               |                                                               |                                                               |                                                               |                                                               |                                                               |
| Jahr                                                          | 1840                                                          | 1850                                                          | 1860                                                          | 1870                                                          | 1880                                                          | 1890                                                          | 1900                                                          | 1910                                                          | 1920                                                          | 1930                                                          |
| Einwohner                                                     |                                                               |                                                               |                                                               |                                                               |                                                               |                                                               |                                                               | 7                                                             | 6                                                             | 17                                                            |
| Jahr                                                          | 1940                                                          | 1950                                                          | 1960                                                          | 1970                                                          | 1980                                                          | 1990                                                          | 2000                                                          | 2010                                                          | 2020                                                          | 2030                                                          |
| Einwohner                                                     | 0                                                             | 0                                                             | 6                                                             | 0                                                             | 2                                                             |                                                               |                                                               | 0                                                             | 1                                                             |                                                               |

Bei leeren Feldern liegt keine Angabe vor. Krumme Jahreszahlen entstammen nicht dem offiziellen Census.

## Verkehr
Der Grant wird von der New Hampshire Route NH-16 aus erschlossen, die durch das benachbarte Wentworth Location führt. Von dort aus führen nicht asphaltierte Waldstraßen ins Innere. Der Interstate 93 ist 74 Meilen entfernt. Das Landefeld wird unregelmäßig gemäht. Ein Landeplatz, der Errol Airport, liegt 17 Kilometer entfernt in Errol, der nächstgelegene Flughafen ist der Portland International Jetport in Portland in Maine.